# Giovanni Castiglione (1742-1815)
Giovanni Castiglione (Ischia di Castro, 31 de janeiro de 1742 - Osimo, 9 de janeiro de 1815) foi um cardeal do seculo XX.

## Biografia
Morreu em Ischia di Castro em 31 de janeiro de 1742. Talvez de uma nobre família descendente dos Castiliglioni de Milão. Filho de Fábio Castiglione e Rosalinda Pazzaglia. Seu nome de batismo era Giovanni Giacomo Domenico Maria. Seu sobrenome também está listado como Castiglioni. Outros cardeais da família foram Goffredo Castiglione (1227), eleito Papa Celestino IV; Branda Castiglione (1411); Giovanni Castiglione (1456); e Francesco Abundio Castiglioni (1565).
Estudou brilhantemente direito e teologia em Roma. Membro da Academia Teológica de La Sapienza ; e da Accademia di Religione Cattolica , ambas em Roma; obteve a prelazia ligada ao Collegio S. Ivo , La Sapienza ( (praesidentiæ majoris)..
Entrou na prelazia romana como referendário em 25 de janeiro de 1781. O Papa Pio VI nomeou-o sucessivamente, presidente do Collegio Germanico-Ungarico ; secretário da SC do Bom Governo, antes de 29 de janeiro de 1787; examinador de bispos em direito canônico, 30 de outubro de 1795; comandante do hospital S. Spirito em Sassia , antes de 20 de fevereiro de 1796; ocupou o cargo até sua promoção ao cardinalato. Ao mesmo tempo, foi canonista da Penitenciária Apostólica. Após a primeira restauração do governo papal em Roma, o Papa Pio VII o nomeou membro da congregação particular para Assuntos Eclesiásticos em 28 de julho de 1800; encarregado do exame da concordata com a França. Foi um dos membros fundadores daAccademia di Religione Cattolica , 4 de fevereiro de 1801..
Ordenado (sem mais informações encontradas)..
Criado cardeal e reservado in pectore no consistório de 23 de fevereiro de 1801; publicado no consistório de 17 de janeiro de 1803; recebeu chapéu vermelho, 20 de janeiro de 1803; e a diaconia de S. Maria em Domnica, em 28 de março de 1803. Antes de 9 de março de 1803, foi nomeado protetor da Academia Teológica da Universidade La Sapienza . Em 29 de março de 1803, foi nomeado membro do SS.CC. do Conselho Tridentino, dos Bispos e Regulares, do Índice e do Bom Governo. Protetor e Visitador Apostólico do Hospital Proiectorumem Viterbo, 19 de abril de 1803. Substituiu o cardeal Leonardo Antonelli, como pró-penitenciário, durante a viagem deste à França por ocasião da coroação do imperador Napoleão Bonaparte, de 2 de novembro de 1804 a 16 de maio de 1805. Papa Pio VII nomeou-o membro da SC dos Ritos em 19 de julho de 1807..
Eleito bispo de Osimo e Cingoli, em 11 de janeiro de 1808. Consagrado, domingo, 31 de janeiro, capela privada do consagrador, Roma, pelo cardeal Carlo Crivelli, coadjuvado por Giuseppe Morozzo, arcebispo titular de Tebe, secretário da SC de Bispos e Regulares, e por Giuseppe Graziosi, bispo titular de Anastasiopoli, auxiliar de Palestrina. É um dos raros casos de um bispo diocesano que pertenceu à ordem dos cardeais diáconos..
Morreu em Osimo em 9 de janeiro de 1815. Exposto e enterrado na catedral de Osimo..